# Marc Cordeel
Marc Cordeel (Sint-Niklaas, 12 april 1946) is een Belgisch politicus voor de Open Vld.

## Levensloop
Hij volgde algemeen vormende scholing en technisch secundair onderwijs. Cordeel werd aannemer en stichtte in 1970 samen met zijn broer Dirk het bouwbedrijf Cordeel. Zijn bedrijf maakt deel uit van het consortium Noriant, waarmee onderhandeld werd voor de bouw van de Oosterweelverbinding te Antwerpen.
In oktober 1988 deed hij voor de toenmalige PVV zijn intrede in de lokale politiek in Temse, toen hij er verkozen werd tot gemeenteraadslid. Begin 1989 werd hij er schepen van middenstand, nutsvoorzieningen en sport en vanaf 1993 was hij er eerste schepen.
Hij was tevens van november 1991 tot mei 1995 lid van de Kamer van volksvertegenwoordigers voor het arrondissement Sint-Niklaas en zetelde er in de commissie Infrastructuur. In de periode januari 1992-mei 1995 had hij als gevolg van het toen bestaande dubbelmandaat ook zitting in de Vlaamse Raad. De Vlaamse Raad was vanaf 21 oktober 1980 de opvolger van de Cultuurraad voor de Nederlandse Cultuurgemeenschap, die op 7 december 1971 werd geïnstalleerd, en was de voorloper van het huidige Vlaams Parlement. Cordeel zetelde er in de commissie Openbare Werken en Vervoer
Bij de eerste rechtstreekse verkiezingen voor het Vlaams Parlement van 21 mei 1995 werd hij verkozen in de kieskring kieskring Sint-Niklaas-Dendermonde. Ook na de volgende Vlaamse verkiezingen van 13 juni 1999 bleef hij Vlaams volksvertegenwoordiger. Na de verkiezingen van 13 juni 2004 volgde hij op 6 juli 2004 Karel De Gucht op voor de kieskring Oost-Vlaanderen. In februari 2008 nam hij ontslag uit dit mandaat en werd hij als Vlaams volksvertegenwoordiger opgevolgd door Fientje Moerman, die in oktober 2007 ontslag had genomen als minister in de Vlaamse Regering. Eerder had hij in september 2007 zijn mandaten in de lokale politiek opgezegd en stapte hij op als schepen. Hij werd als schepen vervangen door Wim Van Rossen. In het Vlaams Parlement maakte hij deel uit van de Commissie voor Openbare Werken, Mobiliteit en Energie. Sinds 10 maart 2008 mag hij zich ere-Vlaams volksvertegenwoordiger noemen. Die eretitel werd hem toegekend door het Bureau (dagelijks bestuur) van het Vlaams Parlement.
Marc Cordeel is de grootvader van autocoureur Amaury Cordeel.